# First Day of My Life (The Rasmus)
First Day of My Life è un singolo del gruppo musicale finlandese The Rasmus, pubblicato il 13 ottobre 2003 come terzo estratto dal quinto album in studio Dead Letters.

## Video musicale
Il video, diretto da Sven Bollinger, riprende i quattro componenti del gruppo che suonano e cantano in mezzo al circuito automobilistico tedesco EuroSpeedway Lausitz, incuranti del passaggio delle automobili alle loro spalle. Il cantante Lauri Ylönen indossa delle lenti a contatto nere.

## Tracce
CD promozionale (Europa)
1. First Day of My Life – 3:44

CD singolo (Finlandia)
1. First Day of My Life – 3:44
2. First Day of My Life (Video) – 3:44

CD singolo (Germania)
1. First Day of My Life – 3:44
2. What Ever – 3:11

CD maxi-singolo (Germania)
1. First Day of My Life – 3:44
2. In the Shadows – 4:18
3. What Ever – 3:11
4. In the Shadows (Video: Nordic Version)

CD singolo (Regno Unito)
1. First Day of My Life – 3:44
2. Guilty (XFM Acoustic)
3. Since You've Been Gone – 3:03
4. First Day of My Life (Video) – 3:44

## Formazione
Gruppo
- Lauri Ylönen – voce
- Pauli Rantasalmi – chitarra
- Eero Heinonen – basso
- Aki Hakala – batteria

Altri musicisti
- Martin Hansen – programmazione, tastiera, suoni aggiuntivi
- Mikael Nord Andersson – programmazione, tastiera, suoni aggiuntivi
- Ylva Nilsson, Håkan Westlund, Anna Wallgren – violoncelli
- Rutger Gunnarsson – arrangiamento strumenti ad arco
- Jörgen Ingeström – tastiera aggiuntiva

Produzione
- Mikael Nord Andersson – produzione, registrazione
- Martin Hansen – produzione, registrazione, missaggio
- Leif Allansson – missaggio
- Claes Persson – mastering

## Classifiche
| Classifica (2004) | Posizione massima |
| ----------------- | ----------------- |
| Austria           | 9                 |
| Belgio (Fiandre)  | 31                |
| Belgio (Vallonia) | 28                |
| Finlandia         | 4                 |
| Germania          | 6                 |
| Italia            | 12                |
| Paesi Bassi       | 28                |
| Regno Unito       | 50                |
| Svezia            | 31                |
| Svizzera          | 20                |